# Molino Fluminense
El Molino Fluminense es un molino situado en el barrio de Parque Duque, en el 1° Distrito del municipio de Duque de Caxias. Se sitúa en el International Business Park, una urbanización comercial e industrial ubicado en el inicio de la Rodovía Washington Luís. Es operado por Bunge.
Proyectado para ser el molino más moderno de América Latina, utiliza tecnología de punta en los procesos de recepción de la materia prima, de clasificación de los granos y control de los equipos de molienda y envase. El molino posee capacidad de molienda de más de 600 mil toneladas de trigo por año, albergando también un centro de distribución con capacidad para almacenar 6.6 mil toneladas.
Fue inaugurado en 1887 siendo la primera fábrica de molienda de trigo del Brasil. Durante 129 años, el molino funcionó en un conjunto de edificios históricos en el barrio de Gamboa en la zona central de la ciudad de Río de Janeiro. Las nuevas instalaciones en Duque de Caxias, posibilitaron la ampliación de la capacidad productiva, la modernización de las operaciones y una mejor atención de las necesidades del mercado.

## Historia
El conjunto arquitectónico donde inicialmente funcionó el molino, compuesto actualmente por cinco edificios ubicados en el barrio de Gamboa, fue inaugurado en 1887 y su permiso de funcionamiento fue firmado por la Princesa Isabel. Fue el primer molino de trigo del país ya que, hasta entonces, toda la harina de trigo utilizada en el país era importada. El complejo de edificio fue adquirido en 1914 por Bunge, uma empresa multinacional de agroindustria y alimentos que opera el molino hasta hoy.
En el 2011, Bunge restauró toda la fachada del conjunto de edificios en el contexto de la revitalización de la zona promovida por Porto Maravilha. En el 2016, las actividades del molino fueron transferidas para la actual unidad en Duque de Caxias.